# Alphabetisierung (Verschriftlichung)
Als Alphabetisierung (auch Verschriftlichung, Verschriftung) bezeichnet man in der Ethnologie sowie der Medien- und Kulturwissenschaft den Prozess der Verschriftlichung einer zuvor schriftlosen Sprache. Dazu müssen die Laute und die Phoneme der Sprache analysiert und entsprechenden Schriftzeichen zugeordnet werden.

## Hilfsmittel
Als Hilfsmittel bei der Alphabetisierung dient heute die internationale Lautschrift, die auch in der Wikipedia verwendet wird, sowie der Unicode für die Verarbeitung der Schriftzeichen mit dem Computer.

## Geschichte der Alphabetisierung
Die Alphabetisierung wurde früh von der christlichen Mission vorangetrieben, um den Völkern die Bibel in ihrer eigenen Sprache zu bringen. Das bekannteste historische Beispiel hierfür ist die nach Kyrill von Saloniki benannte Kyrillische Schrift. Manche Staaten, bei denen noch nicht verschriftete Sprachen heimisch sind, bemühen sich darum, eine schriftliche Form zu entwickeln. Über Russlands kulturpolitische Bemühungen, die auch die Schaffung von Schriftsystemen umfasst, berichtet Haarmann. Weitere Initiativen gehen von Linguisten aus, die sich um die Erfassung bedrohter Sprachen bemühen. Eine wichtige Institution ist in dieser Hinsicht das Max-Planck-Institut für Psycholinguistik in Nimwegen mit seiner Dokumentation bedrohter Sprachen (DoBeS), das ebenfalls Alphabetisierungsprobleme bewältigen muss, wie Meyer-Arlt am Beispiel der im Amazonasgebiet gesprochenen Sprache der Aweti berichtet.